# Ōno no Azumabito
Ōno no Azumabito (大野 東人 (Đại Dã Đông Nhân)  ? – 7 tháng 12 năm 742) là một samurai và công khanh thời Nara. Con của Ōno no Hatayasu (大野 果安 (Đại Dã Quả An)).
Năm 724, ông tháp tùng Fujiwara no Umakai thảo phạt dân Emishi vùng Mutsu.  Azumabito sau được triều đình bổ nhiệm vào các chức quan gồm chinjufu-shōgun (Trấn thủ phủ Tướng quân) và Azechi (Án sát sứ).  Ông cũng trợ giúp trong việc đàn áp cuộc nổi dậy năm 740 của Fujiwara no Hirotsugu (Dazai shoni thuộc Dazaifu trên đảo Kyushu).  Cuộc nổi loạn kết thúc với thất bại và cái chết của Fujiwara.